# هایلند اسپرینگز (ویرجینیا)
هایلند اسپرینگز (به انگلیسی: Highland Springs) یک منطقهٔ مسکونی در ایالات متحده آمریکا است که در شهرستان هنریکو، ویرجینیا واقع شده‌است. هایلند اسپرینگز ۲۱٫۶ کیلومتر مربع مساحت و ۱۵٬۷۱۱ نفر جمعیت دارد و ۵۲ متر بالاتر از سطح دریا واقع شده‌است.